# Anna Mani
Anna Modayil Mani (ur. 23 sierpnia 1918 w Peermade, w prowincji Kerala, zm. 16 sierpnia 2001 w Thiruvananthapuram, Kerala) – indyjska fizyczka. Jej badania z zakresu meteorologii wpłynęły na postęp w precyzowaniu prognoz pogody. Jej prace przyczyniły się również do rozwoju wiedzy o odnawialnych źródłach energii.

## Życiorys
Przyszła na świat w syryjskiej rodzinie chrześcijan. Była siódmym z ośmiorga dzieci.
W 1939 r. uzyskała licencjat z fizyki i chemii na Pachaiyappas College w Ćennaj. W 1940 roku uzyskała stypendium na prowadzenie badań w Indyjskim Instytucie Nauki w Bangalore pod kierunkiem noblisty C. V. Ramana, fizyka badającego właściwości optyczne materii. Anna Mani pod opieką Ramana przeprowadziła wiele eksperymentów nad właściwościami promieniowania elektromagnetycznego przechodzącego przez kryształy, w tym również i diamenty. Do swoich doświadczeń użyła przeszło trzydziestu diamentów, przy pomocy których badała fluorescencję, absorpcję i widma Ramana, w tym zależność temperaturową i występujące w kryształach efekty polaryzacyjne.
W latach 1942–1945 wydała pięć monograficznych publikacji naukowych, w których opisywała badania luminescencji diamentów. Jako podsumowanie swoich prac nad  spektroskopią diamentów i rubinów na Uniwersytecie w Madrasie napisała pracę doktorską, jednak nie otrzymała tytułu doktorskiego ze względów formalnych: warunkiem było wcześniejsze uzyskanie tytułu magistra nauk ścisłych. Jej ukończona rozprawa doktorska pozostaje do dziś w bibliotece Instytutu Badawczego Ramana.
W roku 1945 podjęła studia na Imperial College London, początkowo planowała ukończyć fizykę, ostatecznie została specjalistką w dziedzinie meteorologii. 
W roku 1948 wróciła do Indii, a jej życiowym celem stało się uniezależnienie tego państwa od dostaw przyrządów meteorologicznych. Podjęła pracę na wydziale meteorologii w Pune, gdzie m.in. projektowano i produkowano przyrządy do badania pogody. W 1953 r. została dyrektorem działu, zarządzając grupą 121 osób. Z jej inicjatywy w latach 1957-58 powstały w Indiach stacje do pomiaru promieniowania słonecznego. 
Mani współpracowała np. z Światową Organizacją Meteorologiczną. Była także zastępcą dyrektora generalnego Departamentu Meteorologii Indii. W 1987 r. została odznaczona medalem K. R. Ramanathan, przyznawanym przez INSA. 
Anna Mani nigdy nie założyła rodziny. W 1994 roku przeszła udar. Zmarła 16 sierpnia 2001 roku, na tydzień przed swoimi 83. urodzinami. W 104. rocznicę urodzin została twarzą Google Doodle.

## Odnawialne źródła energii
Poza meteorologią, Anna Mani zainteresowana była wykorzystaniem energii słonecznej. Z uwagi na to, że nie istniały dane o rozkładzie sezonowym oraz geograficznym nasłonecznienia na terytorium Indii, stworzyła w kraju sieć stacji badających strumień światła emitowany przez Słońce. Zbiegło się to w czasie z obchodzonym w latach 1957-1958 Międzynarodowym Rokiem Geofizycznym. 
Dostrzegała też możliwość wykorzystania energii wiatru. Aby rozpoznać ruchy powietrza, doprowadziła do umieszczenia przyrządów pomiarowych w 700 lokalizacjach w całych Indiach.  
Anna Mani była jedną z wczesnych badaczy warstwy ozonowej, chroniącej żywe istoty na Ziemi przed promieniowaniem kosmicznym. Skonstruowała instrument (tzw. sondę ozonową) do precyzyjnego określania stężenia ozonu.  